# Крестовоздвиженская церковь (Бежецк)
Крестовоздвиженская или Воздвиженская церковь (Церковь Воздвижения Честного Креста Господня) — каменный православный храм в городе Бежецк, памятник архитектуры.
Храм был построен в 1704 году (по некоторым сведениям — ещё в 1670 году) на территории женского монастыря, основанного в 1627 году. В 1782 году была построена каменная колокольня. В 1784 году после упразднения монастыря церковь стала приходской.
18 января 1869 года был основан Бежецкий женский монастырь (с 1879 года — Благовещенский), а в 1872 году в церкви был пристроен южный придел во имя Страстной Божией Матери.
Крестовоздвиженская церковь была закрыта в 1937 году. Богослужения возобновились лишь с 1991 года. Северо-западнее колокольни на берегу пруда сохранилась одноэтажная кирпичная сторожка XIX века В церкви находятся чтимые святыни: иконы Божией Матери «Страстная», «Сиротская», «Нечаянная радость», икона «Всех святых».